# Ariège
Die Ariège (katalanisch Arieja; okzitanisch Arièja) ist ein Fluss im Süden Frankreichs, in der Region Okzitanien, mit einer Länge von rund  163 Kilometern. Sie entspringt in den Pyrenäen an der Grenze zu Andorra, knapp südlich des Pas de la Casa und mündet im Département Haute-Garonne gegenüber von Portet-sur-Garonne in der Nähe von Toulouse als rechter Nebenfluss in die Garonne. Ihr Einzugsgebiet umfasst 4.135 km², der mittlere Durchfluss liegt bei 65 m³/s.
Das Département Ariège wurde nach diesem Fluss benannt.

## Verlauf
Der Fluss fließt zunächst Richtung Nordnordost, macht bei Ax-les-Thermes dann eine Biegung nach Nordwesten und wendet sich ab Tarascon-sur-Ariège dann fast beständig nach Norden bis zu seiner Mündung. Die Europastraße 09 folgt dem gesamten Verlauf der Ariège mal links- mal rechtsuferig.

## Orte am Fluss
Die Ariège durchfließt folgende Städte und Départements:
- Pyrénées-Orientales (66): -
- Ariège (09): Ax-les-Thermes, Les Cabannes, Tarascon-sur-Ariège, Montgailhard, Foix, Varilhes, Pamiers, Saverdun
- Haute-Garonne (31): Cintegabelle, Auterive

## Nebenflüsse
Reihenfolge in Fließrichtung
| - Linkes Ufer: - Aston - Vicdessos - Courbière - Saurat - Arget - Estrique - Aure - Jade - Mouillonne - Lèze | - Rechtes Ufer: - Oriège - Sios - Crieu - Galage - Hers-Vif - Hyse |  |

## Tourismus
Die Ariège wird seitens der Bevölkerung und im Rahmen des Fremdenverkehrs genutzt zu: Kanu- und Kajaksport, Rafting, Sportfischen und Angeln, Hydrospeed.